# White Star Line
The Oceanic Steam Navigation Company, eller mere kendt som The White Star Line var et prominent skibsrederi, mest berømt for RMS Titanic.

## Forhistorien
White Star Line blev grundlagt i 1845 af John Pilington og Henry Wilson i Liverpool. De valgte især at satse på guldtransport fra de australske guldminer, der på dette tidspunkt netop var blevet opdaget. Deres første skibe var "Blue Jacket"(senere blev omdøbt til "White Star"), "Red Jacket", "Ellen" samt "Iowa". De var alle fire sejlskibe.
I 1861 valgte John Pilington at forlade rederiet, og John Chambers overtog pladsen efter Pilington. Et par år efter i 1863 slog White Star Line sig sammen med rederiet Blackball and Eagles Line, for at man kunne forbedre indtjeningen for rederierne. Det nye rederi blev kendt som "Liverpool Melbourne and Oriental Steamship Company". Derudover lavede rederiet i 1863 sin største investering ved at bygge sit første dampskib. Det hed Royal Standard. Men der gik ikke længe, før tingene ikke gik efter planen. Det viste sig, at der ikke var økonomi i ruten, så de måtte med et kæmpe tab droppe den. Firmaets nyeste skib "Sirius" måtte sælges allerede, inden det var bygget færdigt.
I 1865 blev John Chambers erstattet af John Cunningham. Men det gik stadig dårligt for rederiet, og det tidligere White Star Line forlod "Liverpool Melbourne and Oriental Steamship Company" i et desperat forsøg på at redde firmaet. Ved samme lejlighed prøvede man at sætte skibet "Royal Standard" til at sejle imellem Liverpool og New York. Men dette hjalp dog ikke White Star Line ret meget, for selv om "Royal Standard" var et dampskib, var hun meget langsom og blev ofte overhalet af sejlskibe. Samtidigt med dette gik rederiets bank, Royal Bank of Liverpool, som havde finansieret en del af White Star Lines skibe, i oktober 1867 konkurs. Og sidst i 1867 var White Star Line økonomiske situation blevet så dårlig, at rederiet gik fallit og blev sat til salg med en kæmpe gæld på omkring 527.000 pund.

## Firmaet
Thomas Henry Ismay købte i 1867 White Star Line for kun 1.000£. Da Thomas Ismay i forvejen havde et tæt samarbejde med Harland og Wolff skibsværftet i Belfast, skulle alle White Star Lines skibe for fremtiden bygges der. Den 30. juli 1869 modtog værftet sin første ordre fra White Star Line.
White Star Lines første skib, som blev søsat under denne aftale, var "Oceanic", hvilket skete i august 1870. Allerede med Oceanic havde man fastlagt, at alle skibe i flåden skulle komme til at bære -ic til slut i deres navn, hvilket f.eks. kan ses i oversigten over White Star Lines flåde.
Oceanics konstruktion afveg også meget fra tidligere tiders skibskonstruktioner, da man for første gang kombinerede størrelse og nytænkning med en overbygning, som direkte forbandt skroget og overbygningen. Alt dette betød, at Oceanic blev verdens første superliner.
Komfort var også i højsædet, og hun havde endda rindende vand i alle kahytterne, hvilket bevirkede, at hun hurtigt blev et meget kendt og beundret skib. Derfor steg rederiets succes endnu engang. Oceanic blev hurtigt efterfulgt af hendes søsterskibe, som var nærmest identiske med hende. De blev ligeledes indsat i 1870 og kom til at bære navnene "Atlantic", "Baltic", "Republic". Året efter fik White Star Line den lidt større "Adriatic".
Sammen skulle disse skibe dominere sejladsen til Australien, og endte med ligeledes at sejle på de transatlantiske ruter.

### Storhedstiden
I 1891 kom Thomas Ismays søn, Joseph Bruce Ismay, ind i rederiet, og han videreførte rederiets hidtidige strategi med at satse mere på komfort end på fart. I 1899 døde Thomas Ismay, og Joseph Bruce Ismay overtog nu faderens plads i rederiet. Yderligere blev White Star Lines andet skib med navnet Oceanic søsat, og dette var et endnu større og prægtigere skib end noget andet i hele White Star flåden.
I 1902 blev White Star Line overtaget af International Mercantile Marine (IMM), som var ejet af den amerikanske mangemillionær J.P. Morgan. To år senere i 1904 blev J. Bruce Ismay tilbudt en høj lederplads hos IMM, hvilken han accepterede. Dette gav J. B. Ismay en meget magtfuld plads i IMM, hvilket efter introduktionen af Cunard Lines (Rederiet der ejer Queen Mary 2, Lusitania og Mauretania) i 1907, ledte til, at Ismay sammen med Lord Pirrie fra 'Harland og Wolff' forslog konstruktionen af 2 enorme linere, som skulle blive fulgt af et tredje afhængigt af succesen for de to første. Dette skulle blive en stort modangreb mod deres største "rival" Cunard Line. Dette blev accepteret af IMM, og ideen til Olympic-klassen var født.
I 1910 stod det første af disse skibe, RMS Olympic, ud på sin jomfrurejse og blev senere efterfulgt af søsterskibet RMS Titanic, der i 1912 tog ud på sin jomfrurejse, hvilken hun dog ikke kom til at gennemføre.

### Enden
Da 1. verdenskrig brød ud, blev langt størsteparten af White Star's skibe underlagt den britiske flåde, hvilket også gjaldt det sidste skib i Olympic-klassen HMHS Britannic, som sammen med mange andre skibe gik tabt under krigen.
Først i 1927 var igen alle White Star Lines skibe blevet frigivet fra den britiske flåde. I 1936 måtte White Star Line slå sig sammen med Cunard Line, og de kom til at hedde "Cunard White Star Line". Dette betød, at mange af rederiets skibe blev enten solgt eller skrottet, da der ikke længere var nogen grund til konkurrence imellem rederierne, og der derfor var en masse skibe, som sejlede på samme rute.
I 1957 valgte rederiet at ændre sit navn tilbage til Cunard Line. I dag findes der kun et skib fra den originale White Star Line, hvilket er den lille færge Nomadic, som blev bygget til at sejle passagerer ud til Olympic-klassen. Resten af White Star's skibe ligger i dag på bunden af havet eller er ligesom RMS Olympic blevet hugget op.

### White Star Lines skibe med årstal
| - Oceanic (1871) - Atlantic (1871) - RMS Baltic (1871) - Tropic (1872) - Republic (1872) - Adriatic (1872) - Celtic (1872) - Traffic (1872) - Belgic (1872) - Asiatic (1873) - Gaelic (1873) - Britannic (1874) - Germanic (1875) - Arabic (1881) - Coptic (1881) - Ionic (1883) - Doric (1883) - Belgic (1885) - Gaelic (1885) - Cufic (1885) - Runic (1889) - Teutonic (1889) - Majestic (1890) - Nomadic (1891) - Tauric (1891) - Magnetic (1891) - Naronic (1892) - Bovic (1892) - Gothic (1893) - Cevic (1894) | - Pontic (1894) - Georgic (1895) - Delphic (1897) - Cymric (1898) - Afric (1899) - Medic (1899) - Oceanic (1899) - Persic (1899) - Runic (1900) - Suevic (1901) - Celtic (1901) - Athenic (1902) - Corinthic (1902) - Ionic (1902) - Cedric (1903) - Victorian (1903) - Armenian (1903) - Arabic (1903) - Romanic (1903) - Cretic (1903) - Republic (1903) - Canopic (1904) - Cufic (1904) - Baltic (1904) - Tropic (1904) - Gallic (1907) - Adriatic (1907) - Laurentic (1909) - Megantic (1909) - Zeeland (1910) | - Nomadic (1911) - Traffic (1911) - Olympic (1911) - Belgic (1911) - Zealandic (1911) - Titanic (1912) - Ceramic (1912) - Vaterland (1914) - Lapland (1914) - Britannic (1914) - Belgic (1917) - Vedic (1918) - Bardic (1919) - Gallic (1920) - Mobile (1920) - Arabic (1920) - Homeric (1920) - Haverford (1921) - Poland (1922) - Majestic (1922) - Pittsburgh (1922) - Doric (1923) - Delphic (1925) - Regina (1925) - Albertic (1927) - Calgaric (1927) - Laurentic (1927) - Georgic (1932 |

### Kendte kaptajner, der har sejlet for rederiet
- Kaptajn J.B. Ranson OBE
- Edward Smith – Titanics kaptajn